# Lolo (película)
Lolo es una película mexicana filmada en 1992 en los Estudios Churubusco y distintas locaciones de la Ciudad de México. Fue escrita y dirigida por Francisco Athié.

## Sinopsis
Dolores Chimal, conocido como Lolo, vive en un barrio pobre de la periferia de la Ciudad de México. Un día lo asaltan y es herido afuera de la fábrica donde trabaja, se mantiene hospitalizado y pierde su trabajo. La muerte accidental de una anciana, a la que Lolo intentaba robar un reloj, enfrenta al joven con la gente de su barrio y lo obliga a huir, lleno de culpa y vergüenza.

## Reparto
- Roberto Sosa (Lolo)
- Lucha Villa (doña Rosario)
- Damián Alcázar (Marcelino)
- Alonso Echánove (alambrista)
- Esperanza Mozo (Sonia)
- Artemisa Flores (Olimpia)[5]